# 형사 브레이건
형사 브레이건(Brannigan)은 영국에서 제작된 더글러스 힉콕스 감독의 1975년 액션, 범죄, 드라마 영화이다. 존 웨인 등이 주연으로 출연하였고 아서 가드너 등이 제작에 참여하였다.

## 출연

### 주연
- 존 웨인
- 리차드 아텐보로
- 주디 기슨
- 멜 페러
- 존 버논
- 다니엘 필론

### 조연
- 랠프 미커
- 존 스트라이드
- 제임스 부스
- 아서 바타니데스
- 베리 데넨
- 델 헤니
- 브라이언 글로버
- 자넷 레그
- 폴린 델러니
- 안소니 부스
- 토니 로빈슨
- 돈 헨더슨
- 캐스린 레이 스콧

## 제작진
- 미술: 테드 마셜